# Station Dullingham
Dullingham is een spoorwegstation van National Rail in Dullingham, East Cambridgeshire in Engeland. Het station is eigendom van Network Rail en wordt beheerd door Greater Anglia. 